# Giro dei Paesi Bassi 1979
Il Giro dei Paesi Bassi 1979, diciannovesima edizione della corsa, si svolse dal 13 al 18 agosto 1979 su un percorso di 947 km ripartiti in 5 tappe (la quinta suddivisa in due semitappe) e un cronoprologo, con partenza da Steenwijk e arrivo a Beekse Bergen. Fu vinto dall'olandese Jan Raas della squadra Ti-Raleigh-Mc Gregor davanti al suo connazionale Gerrie Knetemann e al belga Daniel Willems.

## Tappe
| Tappa  | Data      | Percorso                                        | km  | Vincitore di tappa   | Leader cl. generale |
| ------ | --------- | ----------------------------------------------- | --- | -------------------- | ------------------- |
| Prol.  | 13 agosto | Steenwijk > Steenwijk (cron. individuale)       | 2   | Jan Raas             | Jan Raas            |
| 1ª     | 14 agosto | Steenwijk > Amsterdam                           | 216 | Gerrie Knetemann     | Gerrie Knetemann    |
| 2ª     | 15 agosto | Amsterdam > s-Heerenberg                        | 203 | Jan Raas             | Jan Raas            |
| 3ª     | 16 agosto | s-Heerenberg > Sittard-Geleen                   | 223 | Fedor den Hertog     | Jan Raas            |
| 4ª     | 17 agosto | Sittard-Geleen > Heesch                         | 195 | Ferdi Van den Haute  | Jan Raas            |
| 5ª-1ª  | 18 agosto | Heesch > Beekse Bergen                          | 86  | Joop Zoetemelk       | Jan Raas            |
| 5ª-2ª  | 18 agosto | Beekse Bergen > Beekse Bergen (cron. a squadre) | 22  | Ti-Raleigh-Mc Gregor | Jan Raas            |
| Totale | Totale    | Totale                                          | 947 |                      |                     |

## Dettagli delle tappe

### Prologo
- 13 agosto: Steenwijk > Steenwijk (cron. individuale) – 2 km

| Pos. | Corridore        | Squadra    | Tempo |
| ---- | ---------------- | ---------- | ----- |
| 1    | Jan Raas         | TI-Raleigh | 2'56" |
| 2    | Gerrie Knetemann | TI-Raleigh | a 2"  |
| 3    | Daniel Willems   | Ijsboerke  | s.t.  |

| Pos. | Corridore        | Squadra    | Tempo |
| ---- | ---------------- | ---------- | ----- |
| 1    | Jan Raas         | TI-Raleigh | 2'56" |
| 2    | Gerrie Knetemann | TI-Raleigh | a 2"  |
| 3    | Daniel Willems   | Ijsboerke  | s.t.  |

### 1ª tappa
- 14 agosto: Steenwijk > Amsterdam – 216 km

| Pos. | Corridore        | Squadra    | Tempo    |
| ---- | ---------------- | ---------- | -------- |
| 1    | Gerrie Knetemann | TI-Raleigh | 5h47'47" |
| 2    | Jan Raas         | TI-Raleigh | a 20"    |
| 3    | Frits Pirard     | Miko       | s.t.     |

| Pos. | Corridore        | Squadra    | Tempo    |
| ---- | ---------------- | ---------- | -------- |
| 1    | Gerrie Knetemann | TI-Raleigh | 5h50'35" |
| 2    | Jan Raas         | TI-Raleigh | a 18"    |

### 2ª tappa
- 15 agosto: Amsterdam > s-Heerenberg – 203 km

| Pos. | Corridore              | Squadra    | Tempo    |
| ---- | ---------------------- | ---------- | -------- |
| 1    | Jan Raas               | TI-Raleigh | 5h05'27" |
| 2    | Daniel Willems         | Ijsboerke  | a 1"     |
| 3    | Jean-Luc Vandenbroucke | Peugeot    | a 9"     |

| Pos. | Corridore              | Squadra    | Tempo     |
| ---- | ---------------------- | ---------- | --------- |
| 1    | Jan Raas               | TI-Raleigh | 10h56'25" |
| 2    | Daniel Willems         | Ijsboerke  | a 8"      |
| 3    | Jean-Luc Vandenbroucke | Peugeot    | a 27"     |

### 3ª tappa
- 16 agosto: s-Heerenberg > Sittard-Geleen – 223 km

| Pos. | Corridore        | Squadra    | Tempo    |
| ---- | ---------------- | ---------- | -------- |
| 1    | Fedor den Hertog | Ijsboerke  | 5h37'52" |
| 2    | Bert Oosterbosch | TI-Raleigh | a 3'37"  |
| 3    | Ludo Frijns      | Lano       | a 4'21"  |

| Pos. | Corridore              | Squadra    | Tempo     |
| ---- | ---------------------- | ---------- | --------- |
| 1    | Jan Raas               | TI-Raleigh | 16h48'09" |
| 2    | Daniel Willems         | Ijsboerke  | a 8"      |
| 3    | Jean-Luc Vandenbroucke | Peugeot    | a 27"     |

### 4ª tappa
- 17 agosto: Sittard-Geleen > Heesch – 195 km

| Pos. | Corridore           | Squadra           | Tempo    |
| ---- | ------------------- | ----------------- | -------- |
| 1    | Ferdi Van den Haute | Marc Zeep Savon   | 4h41'14" |
| 2    | Johan van der Meer  | HB alarm systemen | a 16"    |
| 3    | Piet van Katwijk    | TI-Raleigh        | a 18"    |

| Pos. | Corridore              | Squadra    | Tempo     |
| ---- | ---------------------- | ---------- | --------- |
| 1    | Jan Raas               | TI-Raleigh | 21h29'44" |
| 2    | Daniel Willems         | Ijsboerke  | a 8"      |
| 3    | Jean-Luc Vandenbroucke | Peugeot    | a 27"     |

### 5ª tappa - 1ª semitappa
- 18 agosto: Heesch > Beekse Bergen – 86 km

| Pos. | Corridore             | Squadra         | Tempo    |
| ---- | --------------------- | --------------- | -------- |
| 1    | Joop Zoetemelk        | Miko            | 1h40'13" |
| 2    | Etienne Van der Helst | KAS             | a 2"     |
| 3    | Herman Van Springel   | Marc Zeep Savon | a 4"     |

| Pos. | Corridore              | Squadra    | Tempo     |
| ---- | ---------------------- | ---------- | --------- |
| 1    | Jan Raas               | TI-Raleigh | 23h10'20" |
| 2    | Daniel Willems         | Ijsboerke  | a 8"      |
| 3    | Jean-Luc Vandenbroucke | Peugeot    | a 27"     |

### 5ª tappa - 2ª semitappa
- 18 agosto: Beekse Bergen > Beekse Bergen (cron. a squadre) – 22 km

| Pos. | Squadra               | Tempo  |
| ---- | --------------------- | ------ |
| 1    | Ti-Raleigh-Mc Gregor  | 24'40" |
| 2    | Lano-Boule d'Or       | a 45"  |
| 3    | Ijsboerke-Warncke Eis | a 57"  |

| Pos. | Corridore        | Squadra    | Tempo     |
| ---- | ---------------- | ---------- | --------- |
| 1    | Jan Raas         | TI-Raleigh | 23h35'00" |
| 2    | Gerrie Knetemann | TI-Raleigh | a 29"     |
| 3    | Daniel Willems   | Ijsboerke  | a 1'05"   |

## Classifiche finali

### Classifica generale
| Pos. | Corridore         | Squadra               | Tempo     |
| ---- | ----------------- | --------------------- | --------- |
| 1    | Jan Raas          | Ti-Raleigh-Mc Gregor  | 23h35'00" |
| 2    | Gerrie Knetemann  | Ti-Raleigh-Mc Gregor  | a 29"     |
| 3    | Daniel Willems    | Ijsboerke-Warncke Eis | a 1'05"   |
| 4    | Aad van den Hoek  | Ti-Raleigh-Mc Gregor  | a 1'08"   |
| 5    | Leo van Vliet     | Ti-Raleigh-Mc Gregor  | a 1'12"   |
| 6    | Piet van Katwijk  | Ti-Raleigh-Mc Gregor  | a 1'15"   |
| 7    | Cees Priem        | Ti-Raleigh-Mc Gregor  | a 1'17"   |
| 8    | Gerrie van Gerwen | HB alarm systemen     | a 1'58"   |
| 9    | Roger De Cnijf    | Lano-Boule d'Or       | a 2'05"   |
| 10   | Ludo Peeters      | Ijsboerke-Warncke Eis | a 0"      |